# Christopher Caudwell
Christopher St. John Sprigg, znany jako Christopher Caudwell (ur. 20 października 1907, zm. 12 lutego 1937) – brytyjski marksistowski pisarz, myśliciel i poeta.

## Życiorys
Urodził się w rodzinie katolickiej zamieszkałej przy 53 Montserrat Road w Putney w południowo-zachodnim Londynie. Wykształcenie odebrał w Benedictine Ealing Priory School. W wieku 15 lat przeprowadził się wraz z ojcem do Bradford, gdzie rozpoczął pracę dziennikarza Yorkshire Observer. Po powrocie do Londynu pracował w firmie wydawniczej wraz z bratem. Tam zainteresował się marksizmem. Następnie wstąpił do Komunistycznej Partii Wielkiej Brytanii.
Po wybuchu hiszpańskiej wojny domowej wyjechał w grudniu 1936 do Hiszpanii, gdzie wstąpił do Brygad Międzynarodowych. Tam został przydzielony do oddziału ciężkich karabinów maszynowych. Następnie został instruktorem wojskowym oraz delegatem politycznym. Prowadził również gazetkę ścienną. Zginął 12 lutego 1937 podczas bitwy nad Jaramą.

## Publikacje

### Opracowania
- Illusion and Reality, 1937
- Studies in a Dying Culture, 1938
- The Crisis in Physics, 1939
- Further Studies in a Dying Culture, 1949
- Romance and Realism, 1970
- Scenes and Actions, 1986

### Poezje
- Poems, 1939
- Collected Poems, 1986

### Powieści
- The Kingdom of Heaven, 1929

### Inne
- The Airship: Its Design, History, Operation and Future, 1931
- British Airways, 1934